# Веза (Алба)
Веза (рум. Veza) насеље је у Румунији у округу Алба у општини Блаж. Oпштина се налази на надморској висини од 245 m.

## Становништво
Према подацима из 2002. године у насељу је живело 1576 становника.

### Попис2002.
| Расподела становништва по националности 2002.‍ | Расподела становништва по националности 2002.‍ | Расподела становништва по националности 2002.‍ | Расподела становништва по националности 2002.‍ | Расподела становништва по националности 2002.‍ |
| --------------------------------------------- | --------------------------------------------- | --------------------------------------------- | --------------------------------------------- | --------------------------------------------- |
|                                               |                                               |                                               |                                               |                                               |
| Румуни                                        | Румуни                                        |                                               | 1.308                                         | 83,2%                                         |
| Мађари                                        | Мађари                                        |                                               | 21                                            | 1,3%                                          |
| Роми                                          | Роми                                          |                                               | 244                                           | 15,5%                                         |